# Сент-Аман, Марк-Антуан Жирар де
Марк-Антуан Жирар де Сент-Аман (фр. Marc-Antoine Girard de Saint-Amant), настоящее имя Антуан Жирар, (Antoine Girard; 30 сентября 1591 — 29 декабря 1661) — французский поэт. C 1627 года именовал себя «сеньором де Сент-Аман» (sieur de Saint-Amant), безо всяких на то оснований

## Биография
Сент-Аман был родом из семьи буржуа-гугенотов. В юные годы принимал участие в дальних мореплаваниях. Около 1619 г. перебрался из Руана в Париж. В 1625 обратился в католицизм. В 1633 и 1645 находился в Риме; общался с Галилеем и Кампанеллой. В 1645 году последовал за Марией Гонзага в качестве камергера в Польшу. Один из основателей Французской академии наряду с Буаробером и Фаре (1634). Посещал салон мадам де Рамбуйе (под именем Sapurnius).

## Творчество
Литературное наследие Сент-Амана долгое время воспринималось критически, во многом стараниями Никола Буало. С одной стороны — он автор изысканных од, сонетов, поэтических посланий в духе Марино и героической идиллии «Спасённый Моисей» («Moïse sauvé», 1653); но у него есть и другая сторона — грубая, весёлая, «плутовская» поэзия. Сент-Аман обладал, по словам Лансона, «особым чутьём тривиального, а подчас и фантастического; его сонеты иногда отличаются силою и отчётливостью офорта». Сент-Аман издал ирокомическую поэму «Смехотворный Рим» («Rome ridicule», сочинена в 1633, циркулировала в рукописи, издана анонимно в 1643: издатель получил за это мероприятие три недели тюрьмы), вакхические и бурлескные стихи: «Обжоры» («Les Goinfres»), «Попойка» («La Crevaille»), «Стансы на беременность королевы Польши» («Stances sur la grossesse de la reine de Pologne», 1650). Яркость пейзажей, фантастика и лиризм поэзии Сент-Амана привлекли к себе внимание романтиков (Т.Готье).